# Oleksiivka, Kamin-Kașîrskîi
Oleksiivka (în ucraineană Олексіївка) este un sat în orașul raional Kamin-Kașîrskîi din raionul Kamin-Kașîrskîi, regiunea Volînia, Ucraina.

## Demografie
Componența lingvistică a localității Oleksiivka
     Ucraineană (99,47%)
     Alte limbi (0,53%)
Conform recensământului din 2001, majoritatea populației localității Oleksiivka era vorbitoare de ucraineană (99,47%), existând în minoritate și vorbitori de alte limbi.